# جونیور برومادو
جونیور برومادو (انگلیسی: Júnior Brumado؛ زادهٔ ۱۵ مهٔ ۱۹۹۹) بازیکن فوتبال اهل برزیل است.
از باشگاه‌هایی که در آن بازی کرده‌است می‌توان به باشگاه فوتبال میتیولن اشاره کرد.